# 23rd Monster
「23rd Monster」（トゥエンティーサード・モンスター）は、浜崎あゆみの楽曲。2021年4月8日に配信限定シングルとしてリリースされた。

## 解説
前作『春よ、来い』から僅か1ヶ月でのリリースとなり、オリジナルの新曲としては『Dreamed a Dream』以来となる。2021年唯一の新曲（「春よ、来い」はカバー音源の為）で、23周年にあたるデビュー日の4月8日に突如ゲリラ配信としてリリースされた。なお同日には、およそ18年ぶりとなった2作目のバラード・ベスト・アルバム『A BALLADS 2』も発売されているが本曲は未収録で、18thアルバム『Remember you』に収録された。
本作は、「自分の道は自分で決める、人の判断に左右されない」というメッセージが込められた、ロック・ナンバーとなっている。
6月26・27日には、ファンクラブ「Team Ayu」限定のみで、有観客ライヴ「ayumi hamasaki MUSIC for LIFE 〜return〜」を行うことも併せて発表された。
リリースから4か月後の8月28日に放送されたフジテレビ系列スペシャル特番『FNSラフ&ミュージック〜歌と笑いの祭典〜』内において、テレビ初披露された。

## 収録曲
1. 23rd Monster [3:46]
words : ayumi hamasaki / composition : Kazuhiro Hara / arrangement : Takehito Shimizu & Atsushi Sato

## 収録アルバム
- 『Remember you』

## 収録ライブ映像
- 『ayumi hamasaki MUSIC for LIFE 〜return〜』
- 『ayumi hamasaki COUNTDOWN LIVE 2021-2022 A 〜23rd Monster〜』(ayumi hamasaki ASIA TOUR 〜24th Anniversary special@PIA ARENA MM〜)